# Don’t Know What to Tell Ya
"Don't Know What to Tell Ya" – rhytm and bluesowa kompozycja autorstwa Static Majora i Timbalanda, która jako drugi singel promowała kompilacyjny album Aaliyah pt. I Care 4 U. Był to finalny utwór, którego celem była promocja płyty; jedynie w Stanach Zjednoczonych doszło do wydania trzeciego singla zatytułowanego "Come Over". "Don't Know What to Tell Ya" wykorzystuje sample z utworów "Batwannis Beek" Algierki Wardy Al-Jazairiy oraz "No Respect" hiphopowca Kool Moe Dee.

## Listy utworów i formaty singla
Standardowe wydanie singla
1. "Don't Know What to Tell Ya (Edit Version)"
2. "Don't Know What to Tell Ya (Handcuff Remix)"
3. "Miss You (Music Video)"

Wydanie audio CD
1. "Don't Know What to Tell Ya (Radio Edit)"
2. "Don't Know What to Tell Ya (Thomas Eriksen Mix)"
3. "Don't Know What to Tell Ya (Intenso Project Remix)"
4. "Don't Know What to Tell Ya (Album Version)"

## Pozycje na listach przebojów
| Notowanie                             | Najwyższa pozycja |
| ------------------------------------- | ----------------- |
| France SNEP Top 100                   | 49                |
| Germany JAM FM Charts                 | 1                 |
| Germany Media Control Airplay Top 100 | 55                |
| Ireland IRMA Top 50                   | 45                |
| UK Top 75 Singles                     | 22                |

## Teledysk
Wideoklip do utworu wyreżyserował Marlon Boss. Zawiera on sceny z wcześniejszych teledysków Aaliyah. Powstały dwie jego wersje: brytyjska i niemiecka.